# Figurer i Glömda landet
Figurerna i Glömda landet är de serie- och filmfigurer som befolkar landet där smurfarna (smurferna) och deras grannar bor. Dessa är i första hand två–tre äpplen höga små blå "tomtar" av olika namn och karaktärsegenskaper, människor, katter och andra som fyller ut historierna.

## Smurfarna (Peyos)
Då serien skapades var smurfarna nittionio till antalet och alla av manligt kön. De hade vid presentationen 1964 var sitt nummer, som listas nedan. Senare skapades ytterligare smurfar ("Övriga smurfar"), så antalet smurfar skapade av Peyo totalt blev 107 stycken. Här listas med inom parentes alternativnamn, franskt (original)namn och "namn på engelska". På svenska har översättningarna som synes varierat kraftigt.

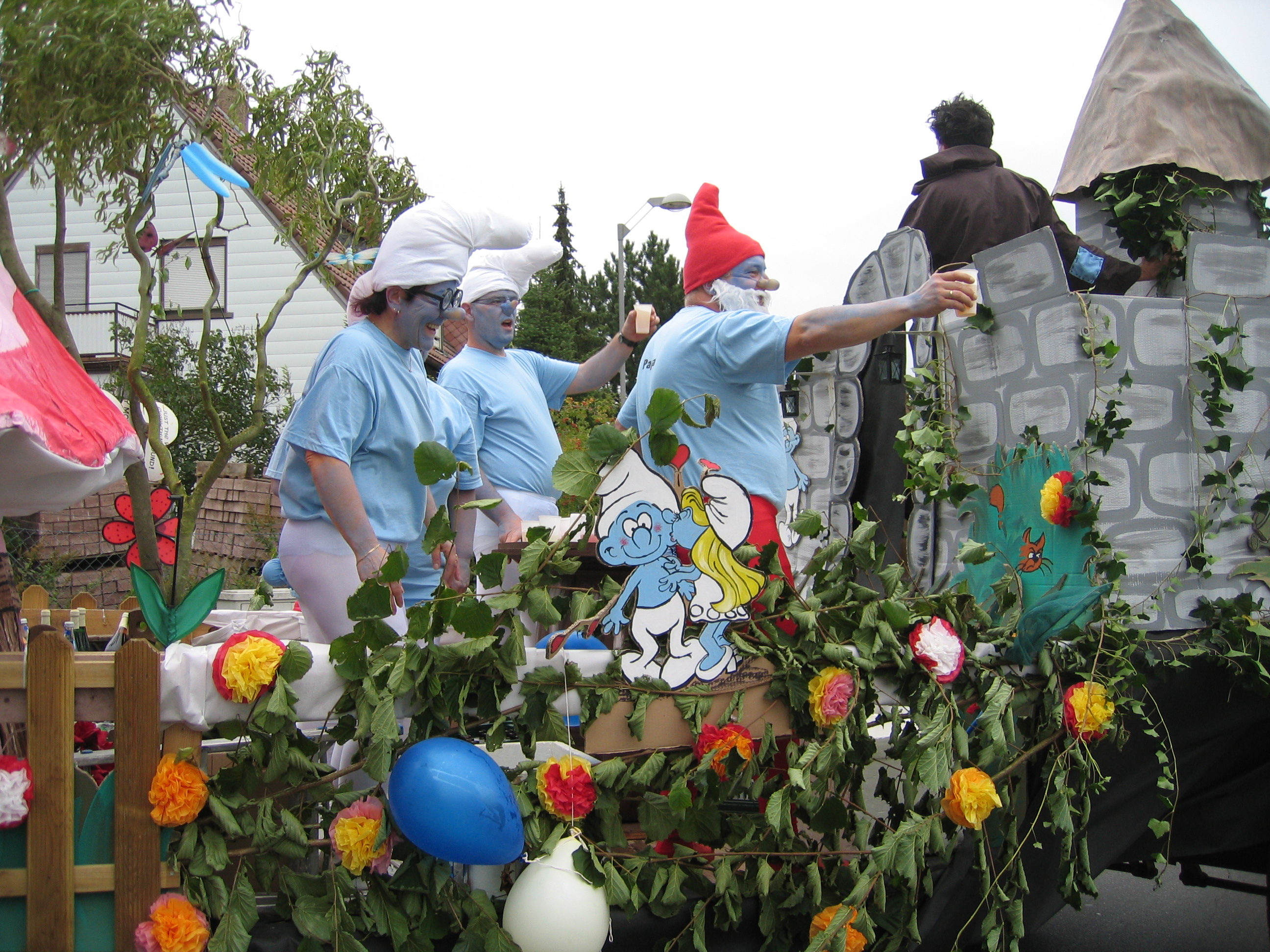
Smurfmotiv och upptåg vid ett gästgiveri i tyska Waldesruh, 2006. På bilden syns bland annat Smurfan pussandes en annan smurf.

1. Gammelsmurf (Grand Schtroumpf) – byäldsten och smurfernas ledare. Ägnar sig åt trolldom (har ett laboratorium för sina experiment) och arbetsledning. Var 542 kantarellår redan under medeltiden. Har till skillnad från de andra smurferna vitt skägg och röda kläder.
2. Schtroumpf courant (et pas ordinaire)
3. Schtroumpf ordinaire (et pas courant)
4. Glasögonsmurf[2] (Brillsmurf, Schtroumpf à lunettes, Schtroumpf moralisateur) – smurf som fjäskar för Gammelsmurf och rabblar moralkakor till de övriga smurfernas förtret. "Det ska jag berätta för Gammelsmurf!" är ett favorituttryck. (Ett typexempel på hur pojkar med glasögon stereotypt och fördomsfullt framställs som tråkmånsar och skvallerbyttor !)
5. Schtroumpf boudeur
6. Schtroumpf chantant
7. Schtroumpf n'aimant pas les Schtroumps chantants
8. Flygarsmurf (Schtroumpf volant, Schtroumpf aviateur) – en smurf som ville lära sig flyga och som lyckades alltför väl. Han fick äta tegelsten för att hålla sig kvar på jorden. Se även smurfen som i senare serier figurerar som flygplanspilot (Aéroschtroumpf på franska).
9. Schtroumpf étonné
10. Schtroumpf jumeau (I)
11. Schtroumpf jumeau (II)
12. Schtroumpf quintuplé (I)
13. Schtroumpf quintuplé (II)
14. Schtroumpf quintuplé (III)
15. Schtroumpf quintuplé (IV)
16. Schtroumpf quintuplé (V)
17. Läckersmurf[2] (Glufs-smurfen/Matvrakssmurfen/Hungersmurfen/Snålsmurf,[a] Schtroumpf gourmant/Schtroumpf gourmand) – matglad smurf.
18. Schtroumpf avec le feu au schtroumpf
19. Schtroumpf blessé
20. Schtroumpf qui rit
21. Schtroumpf qui pleure
22. Schtroumpf acrobate
23. Schtroumpf épuisé ('uttröttad')
24. Schtroumpf ébahi (inte samma som nr. 9)
25. Schtroumpf habile comme le roulement
26. Musiksmurf (Schtroumpf musicien) – älskar musik och framför allt sin trumpet, men kan inte spela rent. Vilket instrument han än trakterar så låter det bara "puuitt" (eller "tööt"). Är även den som läser upp bymeddelanden på torget, påannonserade med en trumvirvel.
27. Buttersmurf (Bittersmurf/Tråksmurf/Gnällsmurf[2]/Tvärsmurf, Schtroumpf grognon) – blev gnällig efter att ha blivit biten av Bzzbzz-flugan. Avskyr allting utom Smurfan och blommor (men han gillar inte att någon vet att han gillar blommor). Slagord: "Jag hatar…"/"Jag gillar inte…" (Moi, je n'aime pas…)
28. Diktarsmurf[2] (Emil Skaldasmurf, Schtroumpf poète) – poetisk smurf.
29. Bondsmurf[2] (Odlarsmurf/Åkersmurf, Schtroumpf paysan/Schtroumpf Jardinier[b]) – smurf som ägnar sig åt odling i byns utkanter. Han har stråhatt på huvudet, grova skor på fötterna och ofta en grep i handen.
30. Schtroumpf prudent
31. Schtroumpf passant
32. Latsmurf (Schtroumpf paresseux) – arbetsskygg smurf som kan sova var och när som helst.
33. Schtroumpf noir ('svart')
34. Schtroumpf noir peint en pleu
35. Schtroumpf tordant
36. Schtroumpf tordu
37. Schtroumpf prétentieux
38. Schtroumpf tombé sur son Schtroumpf
39. Schtroumpf amoureux ('kär')
40. Schtroumpf ahuri (inte samma som nr. 9 eller 24)
41. Schtroumpf aqueux
42. Schtroumpf qui a trop mangé de Salsepareille
43. Schtroumpf à l'endroit
44. Schtroumpf à l'envers
45. Schtroumpf distrait ('disträ')
46. Schtroumpf impoli
47. Schtroumpf vexé
48. Schtroumpf benêt
49. Sprattsmurf (Lustigsmurf[2]/Skämtsmurf, Schtroumpf farceur) – spelar alltid de andra smurferna ovälkomna spratt. Favoritskämtet är det exploderande paketet.
50. Schtroumpf surpris (inte samma som nr. 9, 24 och 40)
51. Schtroumpf de dos
52. Schtroumpfobole
53. Schtroumpf affamé (n'a pas d'oreilles)
54. Schtroumpf penseur ('tänkare')
55. Schtroumpf timoré ('rädd')
56. Fixarsmurf[2] (Uppfinnarsmurf/Påhittarsmurf, Schtroumpf bricoleur, "Handy Smurf") – byns allt-i-allo-hantverkare, som bland annat uppfunnit en kaotisk vädermaskin.
57. Schtroumpf à cheval
58. Schtroumpf-principe (I)
59. Schtroumpf-principe (II)
60. Schtroumpf interrogatif
61. Schtroumpf exclamatif
62. Schtroumpf expectatif
63. Schtroumpf dansant
64. Schtroumpf abasourdi (inte samma som nr. 9, 24, 40 och 50)
65. Schtroumpf batailleur
66. Schtroumpf effrayé
67. Schtroumpf montrant du doigt
68. Schtroumpf colérique (senare förvandlad till en av smurflingarna)
69. Schtroumpf triste
70. Schtroumpf charitable
71. Huttersmurf (Schtroump frileux) – har alltid en halsduk runt halsen och en droppande näsa.
72. Schtroumpf déguisé en Schtroump
73. Kokettsmurf[2] (Snobbsmurf/"Beau"-smurf, Schtroumpf coquet) – utseendefixerad smurf med en blomma i mössan, ofta bärandes en spegel.
74. Schtroumpf-Pilate ('-Pilatus')
75. Schtroumpf gentil ('snäll')
76. Schtroumpf effarré (inte samma som nr. 9, 24, 40, 50 och 64)
77. Schtroumpf bleu en colère
78. Schtroumpf comme les autres
79. Schtroumpf admiratif
80. Starksmurf[2] (Muskelsmurf/Stålsmurf/Starke Smurfvid, Schtroumpf costaud) – byns starkaste smurf. Han har en tatuering med ett hjärta på högerarmen.
81. Schtroumpf casse-pieds
82. Schtroumpf au pied cassé
83. Sale-Schtroumpf
84. Schtroumpf bavard
85. Schtroumpf avec la tête près du bonnet
86. Schtroumpf raseur
87. Schtroumpf stoïque
88. Schtroumpf qui est toujours designé comme volontaire pour les missions dont on risque de ne pas revenir
89. Schtroumpf partant joyeusement pour le travail
90. Schtroumpf rougissant
91. Schtroumpf à la que leu leu (I) ('tripp trapp trull')
92. Schtroumpf à la que leu leu (II)
93. Schtroumpf à la que leu leu (III)
94. Schtroumpf leu
95. Schtroumpf hébété (inte samma som nr. 9, 24, 40, 50, 64 och 75)
96. Schtroumpf atteint de calvitie
97. Schtroumpf remplaçaint un autre au pied levé
98. Schtroumpf à carreaux ('rutig')
99. Schtroumpf hébéphréno-catatonique
100. Spegelsmurfen (Centième Schtroumpf) – Den 100:e smurfen. Föddes då en annan smurf (Kokettsmurf) krockade med en magisk spegel. Gjorde till en början allting spegelvänt innan han tog en vända till genom spegeln och förvandlades till en normal smurf – den hundrade. Introducerades i det fjärde albumet.

### Senare Peyo-smurfar, i ordning efter uppdykande
101. Smurfan (Lilla Smurfan/Smurfelina/Smurfina, Schtroumpfette, "Smurfette") – Den 101:a smurfen. En kvinnlig smurf som skapades av Gargamel för att infiltrera smurfbyn. Bytte sida och blev god. Introducerades i det tredje albumet. Obs! Smurfans premiärserie publicerades före "Den hundrade smurfen"; detta till trots räknas hon inte in bland de nittionio ursprungliga smurfarna.

102. Babysmurf (Lillsmurfen; Bébé Schtroumpf, "Baby Smurf") – En smurf som ännu inte är stor nog att prata eller gå. Han kom till byn med storken; ingen vet varifrån eller varför han fördes till byn, men han välkomnades trots detta. Introducerades i det tolfte albumet.

103. Sasette (Sassette; Sassette Smurfling) – Den 103:e smurfen som skapades av smurflingarna för att hålla Smurfan sällskap. Hon förefaller vara i samma ålder som smurflingarna, är något av en pojkflicka och umgås främst med Smurfan och smurflingarna. Introducerades i det trettonde albumet.

104. Robotsmurfen (Schtroump robot, "Clockwork Smurf") – Skapades av Uppfinnarsmurfen i syfte att fungera som hans hjälpreda. Introducerades i det trettonde albumet.

105. Gammelgammelsmurf (Gammel farfarsmurfen/Farfarsmurfen, Vieux-vieux Schtroumpf/Pépé Schtroumpf, "Grandpa Smurf") – En smurf som är äldre än Gammelsmurf och som har Peyo-ursprung. Enligt andra presenterades den i Hanna-Barberas tv-serie. Gammelgammelsmurf syns nästan aldrig i byn utan bor långt bort, möjligen uppe i bergen.

106. Vildsmurf (Schtroumpf sauvage). En sorts Tarzan-smurf. Som liten tappades han av storken som transporterade honom ner i skogen, där han försvann och så småningom blev uppfostrad av ekorrar. Han dök upp i det franska album 19 – Le Schtroumpf sauvage. Vildsmurf talar lite "vildare" och mindre grammatiskt korrekt än andra smurfar. Han ska enligt vissa källor ursprungligen vara en Peyo-skapelse.

107. Mormorsmurf (mémé Schtroumpf). Dök upp först i "Morfar Smurfs påskhelg" "Les vacances de Pâques de Papy Schtroumpf" (1998).

### Övriga Peyo-smurfar (möjligen alternativnamn av äldre smurfar)
1. Trögsmurf[2] (Dumsmurf, Schtroumpf bêta) – korkad smurf som man inte vill skicka på ärenden. (se även Klantsmurf)
2. Astrosmurf (Kosmosmurf, Cosmoschtroumpf) – rymdfärdsintresserad smurf som trodde att han flög till en främmande planet.
3. (Schtroumpf Rêveur).
4. Statysmurf (Schtroumpf sculpteur) – skulpterande smurf. (se även Byggsmurf)
5. Trollerismurf[2] (Trollkonst-smurfen, Schtroump apprenti/L'Apprenti Schtroumpf) – smurf som ville lära sig att trolla, men som med en magisk brygd råkade förvandla sig till en ödleliknande varelse. Återställdes med ett av Gargamels elixir.
6. Kocksmurf (Schtroump cuisinier) – en smurf som ofta syns i köket bland sina grytor och maträtter.
7. (Schtroumpf chétif).
8. Blygsmurf (Schtroumpf timide).
9. (Schtroumpf infirmier).
10. Klensmurf (Lillsmurf, Schtroumpf mollasson) – fysiskt underlägsen smurf som dock vann de Olympiska Smurfspelen (albumet De olympiska smurferna) av ren viljestyrka. Senare förvandlad till en av smurflingarna.
11. Schtroumpf nature.
12. Skogshuggarsmurf (Schtroumpf bûcheron) – skogshuggare.
13. Skräddarsmurf (Schtroumpf tailleur [I]) – skräddare.
14. Byggsmurf (Schtroumpf tailleur [II], "Architect Smurf) – stenhuggare, husbyggare (se även Statysmurf).
15. Målarsmurf (Schtroumpf peintre).
16. Bullsmurf[2] (Schtroumpf boulanger/pâtissier).
17. Schtroumpf meunier.
18. Snickarsmurf (Schtroumpf menuisier) – nämnd i albumet "De olympiska smurferna". Tillverkar möbler.
19. Klantsmurf (Schtroumpf maladroit). (se även Trögsmurf)
20. Gruvsmurf (Schtroumpf mineur). Han tillbringar den mesta tiden i sin gruva, som är belägen i utkanten av byn.
21. Schtroumpf financier.

## Övriga smurfar

### Diverse smurfar
- Räddsmurf (Schtroumpf Peureux) – en lite räddhågad smurf. Han syntes på svenska i tidningen Smurfarna 2/2013.[d]
- Visselsmurf – ständigt visslande smurf. Syntes i en ruta i seriealbumet Astrosmurfen.
- Sportsmurf – idrottsintresserad smurf som anordnade Olympiska Smurfspelen.
- IT-smurfen (IT-Smurfen) – introducerades som en hyllning till de nya tekniska framsteg gjorda. IT-smurfen är också representerad som skyddshelgon för Informationsteknik på Chalmers.
- Smurflingarna – Ursprungligen tre vanliga smurfar (Schtroumpf colérique, Schtroumpf nature och Schtroumpf mollasson) som 1988, efter att ha fastnat i en "baklängesklocka", blir barn på nytt. De klär sig annorlunda än de övriga i byn, och sägs bli yngre allt eftersom tiden går. Introducerades i det trettonde albumet.
- Cowboysmurf.
- Fiskarsmurf (Schtroumpf Pêcheur).
- Tjuvsmurf.
- Stinksmurf (Schtroumpf Puant).
- Clownsmurf (Schtroumpf Clown).
- Vädersmurf (Schtroumpf Météo) – väderkunnig (nåja, kanske inte alltid) smurf.
- Supersmurfen (Smurfrik den Store, Smurfissime) – en hygglig smurf som blev en envåldshärskare, diktator och tyrann då han ledde smurferna i Gammelsmurfs frånvaro. Endast nämnd i detta album och är nog mer en benämning än ett namn.

### Smurfar skapade efter Peyos död
- (Schtroumpfeur de bijoux).
- (Schtroumpf Malade).
- Doktorsmurf (Schtroumpf Docteur, Schtroumpf Médecin).
- (Schtroumpf Reporter).
- (Schtroumpf Joueur).
- (Schtroumpf Potier).
- (Schtroumpf Acteur).
- Tanksmurf[2] (Schtroumpf Distrait) – en tankspridd smurf.
- (Schtroumpf Chançard).
- (Schtroumpf Équilibriste).
- (Schtroumpf Frimeur).
- (Schtroumpf Facteur).
- Komikersmurf (Schtroumpf Comique).[e]
- Brandkårssmurf (Schtroumpf Pompier). Fungerar som byns brandman.[f]
- (aides du Schtroumpf Pompier). Det här är (Brandkårssmurfs) medhjälpare. Möjligtvis är dessa redan existerande smurfar som tillfälligt ställer upp för att hjälpa (Brandkårssmurf) när han behöver hjälp.
- Rapparsmurf (Schtroumpf Rappeur)[g]
- Paleontologsmurf/Arkeologsmurf (Schtroumpf Paléontologue, även Schtroumpf Archéologue). Intresserad av gamla saker och djurrester, som han gräver upp. Dök upp i en serie 1995.[h]
- Detektivsmurf (Schtroumpf Détective) – har ett förstoringsglas, Sherlock Holmes-rutig mössa och dito cape/rock.[i]

### Smurfar skapade i specialserier
- Supersmurfen (Super Schtroumpf) – smurf som får superkrafter av älvan Clo-Clo. (Ej att förväxla med envåldshärskaren med samma namn på svenska.)

## Övriga figurer
- Johan och Pellevin (Johan och Pirlouit) – titelpersonerna i den tecknade serie som smurferna debuterade i. De träffar smurfarna i fyra av sina album, men figurerar inte i smurfernas egen serie.
- Homnibus (Homnibus) – trollkarl och en av de viktigaste bifigurerna i Johan och Pellevin-serien. Han är en av Gammelsmurfs äldsta vänner, och de två spelar gärna schack tillsammans.
- Smulan / Valpen (Puppy; "Puppy") – smurfarnas hund, som de fått från Homnibus och som särskilt Babysmurf umgås med.
- Gargamel (Gnagelram, Winchell) – ond trollkarl vars mål är att utplåna smurferna. Introducerades i det första albumet, och kom sedermera att medverka i de flesta följande.
- Azrael (Azraël, Morr-Bert, Messick) – Gargamels smurfätande katt. Introducerades som sin husse i det första albumet, och figurerar vanligen alltid tillsammans med honom.
- Bzzbzz-flugan – smittsam fluga som förvandlade hela smurfbyn till de otäcka och ondskefulla Svartsmurferna. Bzzbzz-flugan är också ansvarig för att ha orsakat Buttersmurfens gnällighet, då det onda giftet ännu inte helt har gått ur honom. Medverkade i det första albumet.
- Kroxelikrax (Le Cracoucass) – elak jättefågel som muterades av ett av Gammelsmurfs elixir. Medverkar i det femte albumet.
- Jätten Klosso (Jätten Klompe, ibland även Stortrut; Grossbouf) – jätte som alltid är hungrig. Gargamel lurar honom att tro att det enda som kan göra honom mätt är en soppa på smurfer. Medverkar i det tionde albumet.
- Morulf – skurk som förslavade smurferna i ett äventyr med Johan och Pellevin.
- Gullemin (Gourmelin eller Gargamelon) – Gargamels tvillingbror. Han är en fridsam poet och till sättet ganska olik sin bror. De går dock klädda i samma sorts svarta kläder; Gullemin har dock blå skor, till skillnad från Gargamels röda. Han presenterades i det franska albumet Gargamel et les schtroumps (Le Lombard, 2011),[3] och historien kom på svenska i tidningen Smurfarna 2/2013.